# Курбатов, Кирилл Анатольевич
Кирилл Анатольевич Курбатов (6 августа 1971, Волгоград) — российский футболист, полузащитник; тренер.
Сын футболиста и тренера Анатолия Курбатова. Воспитанник футбольной школы ДЮСШ-4, Волжский. Начинал играть во второй низшей лиге первенства СССР в 1991 году за «Звезду» Городище и «Русь» Волгоград. Играл во второй и третьей лигах России за дубль «Ротора» (1992), ЦСКА-2 (1993—1994), «МЧС-Селятино» (1995—1996). В 1997—2000 годах выступал в чемпионате Латвии в составе клубов «Динабург» Даугавпилс и «Рига». В 2001 году играл в России за «Волгарь-Газпром» Астрахань и «Уралмаш» Екатеринбург. Карьеру игрока завершил в 2004 году в латвийском «Диттоне» Даугавпилс.
С 2006 года работает тренером в латвийских клубах «Вентспилс» (2006—2007, тренер), «Даугавпилс» (2008, тренер; 2009—2010, глава тренерской академии; 2009, 2011—2015, главный тренер), «Рига» (2016, главный тренер), РФС (2017, тренер), «Резекне» (2018—2019, главный тренер).